# Anomobryum lusitanicum
Anomobryum lusitanicum là một loài Rêu trong họ Bryaceae. Loài này được (I. Hagen ex Luisier) Thér. mô tả khoa học đầu tiên năm 1933.